# Глизе 876 c
Глизе 876 c — экзопланета, обращающаяся вокруг красного карлика Глизе 876, полный оборот вокруг звезды занимает около 30 суток. Планета была открыта в 2001 году; из известных на данный момент, это вторая по удалённости от звезды планета в системе Глизе 876.

## Открытие
На момент открытия уже было известно о существовании в системе Глизе 876 планеты, названной Глизе 876 b. Проведённый в 2001 году анализ радиальной скорости звезды показал, что существует также вторая планета — Глизе 876 с. Согласно расчётам, период обращения Глизе 876 c оказался равен ровно половине периода обращения внешней планеты, что первоначально было интерпретированно как то, что орбита Глизе 876 b обладает большим эксцентриситетом.

## Орбита и масса

Орбиты планет Глизе 876. Глизе 876 — вторая по удалённости планета.

Глизе 876 c находится в орбитальном резонансе 1:2:4 с внешними планетами Глизе 876 b и Глизе 876 e; на каждый оборот планеты е приходится 2 оборота планеты b и 4 оборота планеты с. Это влечёт за собой сильные гравитационные взаимодействия между планетами. Это второй известный случай соответствующего орбитального резонанса (резонанс Лапласа) после спутников Юпитера: Ио, Европы и Ганимеда.
Большая полуось орбиты составляет всего 0,13 а. е., что равно приблизительно трети расстояния между Меркурием и Солнцем, при этом орбита планеты вытянута в большей степени, чем орбиты большинства планет нашей Солнечной системы. Несмотря на это, планета расположена в обитаемой зоне, ближе к её внешнему краю, так как Глизе 876 довольно тусклая звезда.
Ограничения метода Доплера, использованного для обнаружения планеты, позволяют определить лишь нижний предел её массы. Это связано с тем, что определение истинной массы зависит от наклона орбиты, который точно неизвестен. Как бы то ни было, в случае с Глизе 876 с моделирование орбитального резонанса позволяет предположить, что масса планеты равна 0,72 массы Юпитера.

## Характеристики
Основываясь на том, что Глизе 876 c имеет достаточно большую массу, можно предположить, что планета является газовым гигантом. Так как планета была открыта косвенным методом, по измерению гравитационного эффекта, оказываемого на звезду, такие характеристики как радиус, состав и температура неизвестны. Если допустить, что состав планеты близок к составу Юпитера, а среда близка к химическому равновесию, можно предположить, что верхние слои атмосферы лишены облаков.
Глизе 876 c располагается во внутренней части обитаемой зоны своей звезды, что позволяет планете, обладающей массой, близкой к массе Земли, иметь на поверхности жидкую воду. Хотя неизвестно, может ли существовать какая-то форма жизни на газовых гигантах, достаточно крупные спутники могут быть обитаемыми в том случае, если условия на них являются подходящими. приливные взаимодействия между гипотетической луной, планетой и звездой могут разрушить луны за время существования системы. Кроме того, неизвестно, может ли в таком случае сформироваться спутник.